# Rally Dakar de 1997
El Rally Dakar de 1997, la decimonovena edición de esta carrera rally raid, se realizó del 4 al 19 de enero de ese año. El trayecto total de esta versión, que comenzó y terminó en Dakar, fue de 8049 km y se disputó por rutas de Senegal, Malí, Níger y Mauritania, siendo la primera vez que no se disputó la competición en Europa.
Los vencedores fueron el francés Stéphane Peterhansel en motos, el japonés Kenjiro Shinozuka en coches y el austriaco Peter Reif en camiones.
Participaron en total 99 coches, 126 motocicletas y 55 camiones, de los cuales llegaron a la final 61, 58 y 22, respectivamente.

## Recorrido
| Etapa | Fecha       | Origen          | Destino         | Total (km)      |
| ----- | ----------- | --------------- | --------------- | --------------- |
| 1     | 4 de enero  | Dakar           | Tambacounda     | 587             |
| 2     | 5 de enero  | Tambacounda     | Kayes           | 594             |
| 3     | 6 de enero  | Kayes           | Nara            | 592             |
| 4     | 7 de enero  | Nara            | Timbuctú        | 658             |
| 5     | 8 de enero  | Timbuctú        | Gao             | 482             |
| 6     | 9 de enero  | Gao             | Ménaka          | 332             |
| 7     | 10 de enero | Ménaka          | Tahoua          | 396             |
| 8     | 11 de enero | Tahoua          | Agadez          | 820             |
|       | 12 de enero | Día de descanso | Día de descanso | Día de descanso |
| 9     | 13 de enero | Agadez          | Oclan           | 460             |
| 10    | 14 de enero | Oclan           | Kidal           | 537             |
| 11    | 15 de enero | Kidal           | Timbuctú        | 577             |
| 12    | 16 de enero | Timbuctú        | Néma            | 659             |
| 13    | 17 de enero | Néma            | Kiffa           | 604             |
| 14    | 18 de enero | Kiffa           | Saint-Louis     | 486             |
| 15    | 19 de enero | Saint-Louis     | Dakar           | 265             |

## Vencedores por etapas
| Etapa | Motocicletas                | Coches               |
| ----- | --------------------------- | -------------------- |
| 1     | Stephane Peterhansel        | Jean-Pierre Fontenay |
| 2     | Stephane Peterhansel        | Jean-Louis Schlesser |
| 3     | Stephane Peterhansel        | Kenjiro Shinozuka    |
| 4     | Stephane Peterhansel        | Bruno Saby           |
| 5     | Thierry Magnaldi            | Jean-Pierre Fontenay |
| 6     | Stephane Peterhansel        | Kenjiro Shinozuka    |
| 7     | Carlos Sotelo               | Jean-Pierre Fontenay |
| 8     | Stephane Peterhansel        | Kenjiro Shinozuka    |
|       | Día de descanso             |                      |
| 9     | Thierry Magnaldi            | Jutta Kleinschmidt   |
| 10    | Jordi Arcarons              | Duarte Guedes        |
| 11    | Jimmy Lewis                 | Jean-Pierre Strugo   |
| 12    | Stephane Peterhansel        | Jean-Pierre Fontenay |
| 13    | Éric Bernard (motociclista) | Hiroshi Masuoka      |
| 14    | Paulo Marques               | Jean-Pierre Fontenay |
| 15    | Jean Brucy                  | Jutta Kleinschmidt   |

## Clasificaciones finales
- Diez primeros clasificados en cada una de las tres categorías en competencia.

### Motos
| Rank. | Piloto               | Marca  | Tiempo    |
| ----- | -------------------- | ------ | --------- |
| 1     | Stéphane Peterhansel | Yamaha | 65:14:37  |
| 2     | Óscar Gallardo       | Cagiva | + 2:35:16 |
| 3     | David Castera        | Yamaha | + 2:56:25 |
| 4     | Jimmy Lewis          | KTM    | + 3:28:15 |
| 5     | Dirk von Zitzewitz   | KTM    | + 4:28:38 |
| 6     | Jurgen Mayer         | KTM    | + 6:01:53 |
| 7     | Jean Brucy           | KTM    | + 7:17:10 |
| 8     | Paulo Manuel Marques | KTM    | + 7:18:10 |
| 9     | Norbert Schilcher    | KTM    | + 7:20:30 |
| 10    | Eric Bernard         | KTM    | + 7:27:54 |

### Coches
| Rank. | Piloto               | Copiloto          | Marca      | Tiempo     |
| ----- | -------------------- | ----------------- | ---------- | ---------- |
| 1     | Kenjiro Shinozuka    | Henri Magne       | Mitsubishi | 61:56:31   |
| 2     | Jean-Pierre Fontenay | Bruno Musmarra    | Mitsubishi | + 4:16     |
| 3     | Bruno Saby           | Dominique Serieys | Mitsubishi | + 9:12     |
| 4     | Hiroshi Masuoka      | Andreas Schulz    | Mitsubishi | + 2:25:27  |
| 5     | Jutta Kleinschmidt   | Jean Boutaire     | Schlesser  | + 4:35:51  |
| 6     | Salvador Servia      | Gilles Picard     | Nissan     | + 5:15:14  |
| 7     | Jean-Pierre Strugo   | Bruno Catarelli   | Mitsubishi | + 6:20:08  |
| 8     | Duarte Guedes        | Jacky Dubois      | Nissan     | + 9:23:13  |
| 9     | Edoardo Argazzi      | Riccardo Argazzi  | Nissan     | + 9:40:41  |
| 10    | Carlos Sousa         | Philippe Rey      | Mitsubishi | + 23:28:05 |

### Camiones
| Rank. | Piloto             | Copilotos                                | Marca         | Tiempo     |
| ----- | ------------------ | ---------------------------------------- | ------------- | ---------- |
| 1     | Peter Reif         | Johann Deinhofer                         | Hino          | 78:21:02   |
| 2     | Yoshimasa Sugawara | Naoko Matsumoto Katsumi Hamura           | Hino          | + 3:33:27  |
| 3     | Joseph Petit       | Jean-Christophe Wagner Takeshi Hashimoto | Hino          | + 4:08:52  |
| 4     | Edmond Pelichet    | Hubert Molina                            | Mercedes-Benz | + 6:43:50  |
| 5     | Gilbert Versino    | Christian Lacourt Christian Versino      | Mitsubishi    | + 7:51:50  |
| 6     | Christophe Granjon | Masaaki Imai Anthony Martineau           | Mitsubishi    | + 10:33:16 |
| 7     | Christian Barbier  | Eric André Jean-Louis Berger             | Mercedes-Benz | + 15:41:33 |
| 8     | Yves Ferri         | Michel Plateau Hubert Auvray             | Mercedes-Benz | + 22:11:30 |
| 9     | Bernard Malferiol  | Patrick Croset Jean Rodrigues            | Mercedes-Benz | + 23:43:18 |
| 10    | Michel Gambillon   | Raymond Louin Reynald Prive              | Mercedes-Benz | + 25:52:51 |